# افسانه‌سازی
در اصطلاح روان‌پزشکی، افسانه‌سازی (انگلیسی: Confabulation) یا افسانه‌بافی، به معنی پر کردن ناخودآگاه فواصل حافظه با تجارب غیر واقعی و خیالی است که بیمار آنها را باور می‌کند اما واقعیت ندارد.
به عبارت دیگر در این حالت، بیمار بخشی از خاطرات خود را با جزئیات من درآوردی پر می‌کند.
در این حالت، بیمار به ساختن واقعیت‌ها و رویدادها برای پر کردن جاهای خالی در حافظه می‌پردازد که اینها دروغ‌های هوشیار نیستند بلکه تلاشی هستند برای پاسخ دادن به پرسش‌ها و پاسخ‌هایی که نزدیک به واقعیت است؛ مثلاً اگر از بیمار پرسیده شود صبحانه چه چیز خورده‌است او می‌گوید که بلغور با جو با عسل، در اینجا بجای جواب اصلی صبحانه‌ای که سنتاً در منزل می‌خورده را می‌گوید.